# Till polisens förfogande
Till polisens förfogande är en tysk kriminalfilm från 1931 i regi av Robert Siodmak. Den är en filmatisering av en pjäs av Max Alsberg och Ernst Hesse. Samma år spelades också en fransk version av filmen in som fick titeln Autour d'une enquête.

## Handling
Studenten Fritz Bernt har ett gräl med sin flickvän Erna. Hans gode vän Walter vet om att Fritz vill bryta upp med henne då han är förälskad i hans syster Gerda. När Erna hittas mördad blir först Fritz och sedan Walter misstänkta. Walters far, domaren Konrad Bienert kan inte tro att hans son är skyldig och det visar sig snart finnas andra möjliga förklaringar.

## Rollista
- Albert Bassermann - Dr. Konrad Bienert, domare
- Hans Brausewetter - Walter Bienert
- Charlotte Ander - Gerda Bienert
- Gustav Fröhlich - Fritz Bernt
- Anni Markart - Erna
- Edith Meinhard - Mella
- Oskar Sima - Karl Zülke
- Julius Falkenstein - Anatol Scherr
- Heinrich Gretler - Kurt Brann
- Hermann Speelmans - Bruno Klatte
- Jakob Tiedtke - generad gentleman
- Gerhard Bienert - Baumann, kriminalare
- Heinz Berghaus - Schneider, kriminalare